# ستيف براون (ممثل)
ستيف براون (بالإنجليزية: Steve Braun)‏ هو ممثل أمريكي وكندي، ولد في 14 أغسطس 1976 بمانيتوبا في كندا.

## أعمال

### أفلام
- (2004) هارولد وكومار يذهبان إلى مطعم القلعة البيضاء
- (2007)  نهاية مميتة

### مسلسلات
- إن سي آي إس
- بنات غيلمور
- ميامي
- نيويورك

## وصلات خارجية
- ستيف براون على موقع IMDb (الإنجليزية)
- ستيف براون على موقع ألو سيني (الفرنسية)
- ستيف براون على موقع أول موفي (الإنجليزية)
- ستيف براون على موقع قاعدة بيانات الفيلم (الإنجليزية)
- ستيف براون على موقع كينوبويسك (الروسية)